# Torre de Ressemblanch

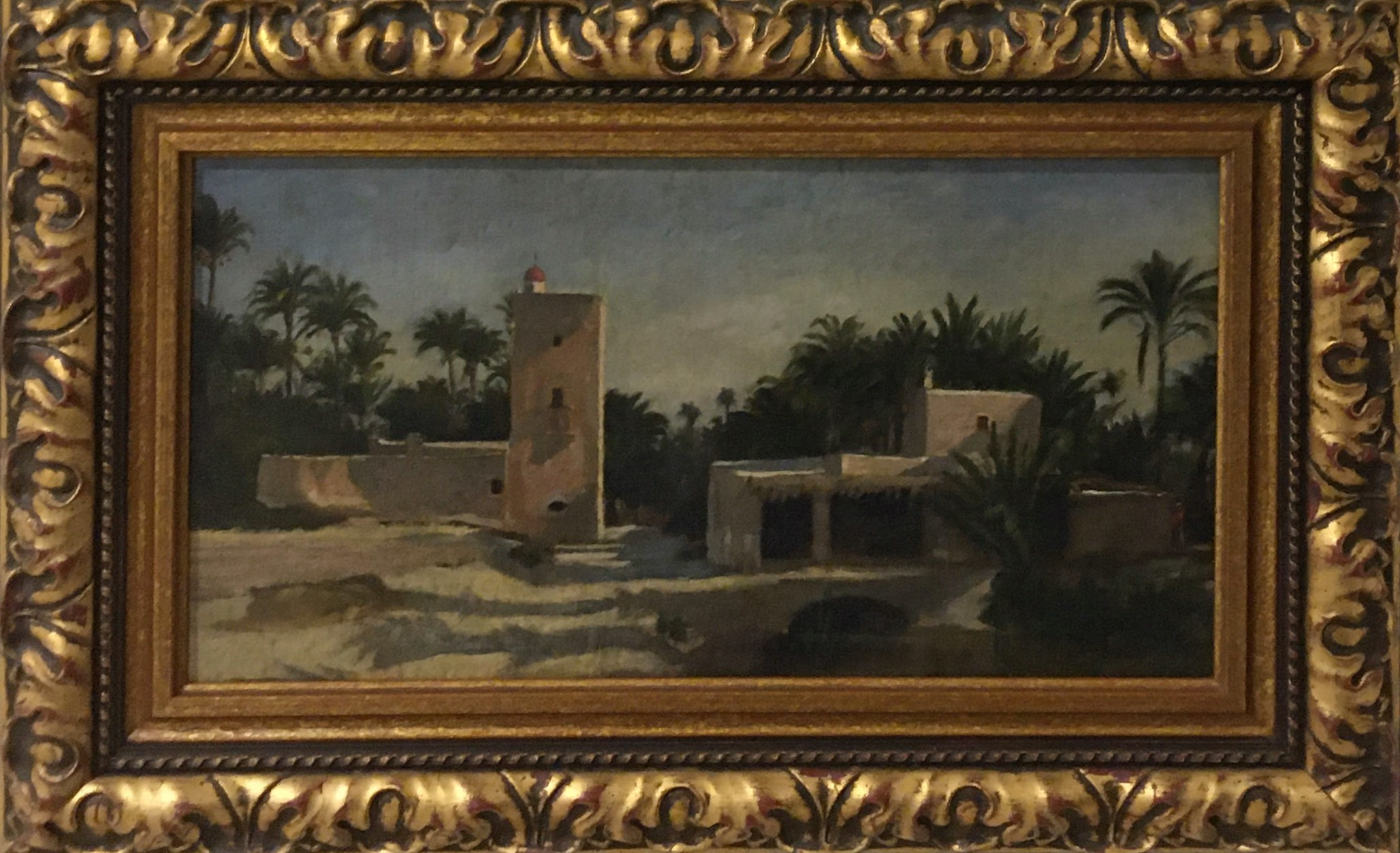
Torre de Ressemblanch. Obra de Francisco Bushell y Laussat. Segle XIX. Col·lecció privada.

La Torre de Ressemblanch és un edifici històric ubicat a la ciutat d'Elx. Data del segle xv, i es troba al carrer de Curtidors de la localitat il·licitana. Té la categoria de Monument Històric-Artístic d'Interès Local i Bé d'Interés Cultural amb el codi 03.33.065-007.
Es tracta d'una torre de guaita ubicada en el Palmeral d'Elx, que es va construir en el segle xv com a part de les defenses front les incursions dels pirates berberiscos.
L'edifici té les caractéristiques pròpies d'aquesta mena de torres: murs de mamposteria, planta rectangular i escales de caragol que uneixen les tres plantes. Destaca, en la paret sud, l'escut heràldic dels Santacilla, senyors de la torre, esculpit en la pedra.
Actualment és propietat privada i s'enclava en un habitatge particular.